# Hoplacephala tristis
Hoplacephala tristis är en tvåvingeart som först beskrevs av Seguy 1958.  Hoplacephala tristis ingår i släktet Hoplacephala och familjen köttflugor.
Artens utbredningsområde är Moçambique. Inga underarter finns listade i Catalogue of Life.